# لانس ديفيد أرنولد
لانس ديفيد أرنولد (بالألمانية: Lance David Arnold)‏ هو مهندس ألماني، ولد في 8 يونيو 1986 في دويسبورغ في ألمانيا.